# 弋中和
弋中和（1500年—？年），字道夫，四川順慶府南充縣人，明朝政治人物。

## 生平
四川鄉試第六十二名舉人，嘉靖二十年（1541年）辛丑科會試第二百八十八名，第二甲第五十六名進士。官户部主事，升云南永昌府知府。

## 家族
曾祖弋寬，壽官；祖弋天爵；父弋綸；母趙氏。具慶下。弟中立；中孚（貢士）；中道；中堯。